# Gaetano Savini
Gaetano Savini (Ravenna, 10 gennaio 1850 – Pesaro, 13 marzo 1917) è stato un artista, cartografo, storico e archeologo italiano.

## Biografia
Nella gioventù intraprese un percorso di studi artistico, prima all'Accademia di belle arti di Ravenna poi in quella di Bologna sotto la guida dei professori Guardassoni e Samoggia. Infine terminò gli studi all'Accademia di belle arti di Firenze, laureandosi nel 1876.
Subito dopo il percorso scolastico tenne cattedra all'Accademia di belle arti di Pisa, per poi passare a quella di Ravenna dove insegnò fino al 1910.
Nel 1882 dipinse la volta della Sala del Consiglio nel palazzo comunale di Ravenna.
Sì dedicò, specialmente nella seconda parte della sua vita, agli studi su Ravenna antica, passione che coltivava fin da giovane. In particolare pubblicò diverse monografie e molti articoli sui quotidiani locali riguardo a questo tema. Celebri sono le sue piante, mappe e prospettive della città.
Ebbe numerose discussioni con uomini di cultura suoi concittadini, quali Corrado Ricci e Santi Muratori.
Dopo la sua morte il fratello don Giovanni Savini raccolse le sue opere e organizzò una mostra per presentarle e donarle alla città.

## Opere
- Le mura di Ravenna, 1905
- Ravenna. Piante panoramiche. Edifici pubblici e privati, luoghi e cose notevoli urbani, vol. 1-5, 1905-1907
- Ravenna. Piante panoramiche. Edifici pubblici e privati, luoghi e cose notevoli suburbani, vol. 6-8, 1908-1909
- Memorie illustrate di Ravenna, vol. 1-5, 1909-1912
- Gli scavi del palazzo di Teodorico: avanzi scoperti negli anni 1908-12
- Per i monumenti e per la storia di Ravenna, 1914

## Intitolazioni
A Ravenna, sono stati intitolati a suo nome una via e la volta anulare che ricopre il passaggio coperto interno a Palazzo Merlato (la residenza municipale).